# طبعة فايمار لأعمال مارتن لوثر

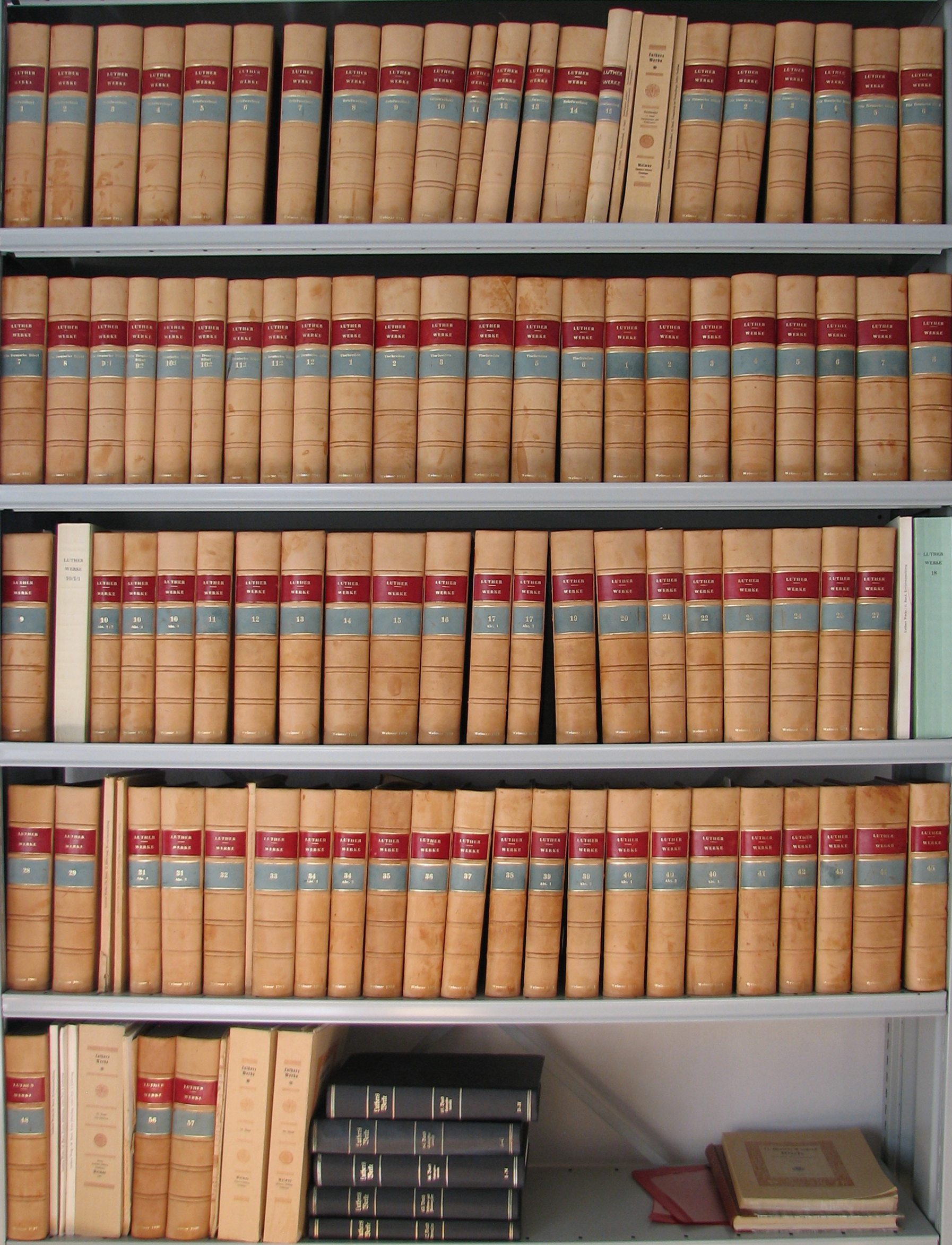
طبعة فايمار لأعمال لوثر.

طبعة فايمار لأعمال لوثر (بالإنجليزية: Weimar edition of Martin Luther's works)‏ هي طبعة كاملة لجميع كتابات مارتن لوثر وتصريحاته اللفظية، في اللغة اللاتينية والألمانية.
بدأ العمل التحريري في عام 1883، في يوم ذكرى لوثر ال400. وقد تم الانتهاء من العمل في عام 2009. في 121 مجلدا و800,00 صفحة. وقد أجري العمل تحت إشراف لجنة عينتها وزارة التربية والتعليم البروسية واستمر الدور الرقابي من قبل دير هايدلبيرغر الأكاديمي بعد زوال حكومة بروسيا.
وينقسم العمل إلى أربعة أقسام رئيسية وهي: حديث الجدول والذي يضم ستة مجلدات، ورجمة لوثر للكتاب المقدس والذي يضم خمسة عشر مجلد، ومراسلات لوثر والذي يضم ثمانية عشر مجلد، وكتابات وأعمال مارتن لوثر والذي يضم 72 ملجد.